# Neoniphargus obrieni
Neoniphargus obrieni is een vlokreeftensoort uit de familie van de Neoniphargidae. De wetenschappelijke naam van de soort is voor het eerst geldig gepubliceerd in 1927 door Nicholls.